# Deep End Live!
Deep End Live! es un álbum en directo del músico británico Pete Townshend, publicado por el sello Atco Records en agosto de 1986. El álbum fue grabado con el grupo Deep End en el Brixton Academy de Londres el 11 de febrero de 1985. Junto a Townshend, la banda incluyó al guitarrista de Pink Floyd David Gilmour, el batería Simon Phillips, el teclista John "Rabbit" Bundrick y una sección de vientos. El concierto completo fue publicado años después en el álbum Live: Brixton Academy '85.

## Lista de canciones
Todas las canciones compuestas pro Pete Townshend excepto donde se anota.
1. "Barefootin'" (Robert Parker) - 3:09
2. "After the Fire" - 4:36
3. "Behind Blue Eyes" - 3:40
4. "Stop Hurting People" - 5:09
5. "I'm One" - 2:36
6. "I Put a Spell on You" (Jay Hawkins) - 4:03
7. "Save It For Later" (Roger Charlery, Andy Cox, Everett Morton, David Steele, Dave Wakeling) - 4:10
8. "Pinball Wizard" - 3:00
9. "A Little is Enough" - 5:20
10. "Eyesight to the Blind" (Sonny Boy Williamson) - 3:02
11. "Magic Bus" - 4:03
12. "Won't Get Fooled Again" - 6:08